# Степановский сельсовет (Башкортостан)
Степановский сельсовет — муниципальное образование в Аургазинском районе Республики Башкортостан Российской Федерации. Согласно Закону РБ "О границах, статусе и административных центрах муниципальных образований в Республике Башкортостан" имеет статус сельского поселения.

## Население
| 2002 | 2009  | 2010 | 2012 | 2013 | 2014 | 2015 |
| ---- | ----- | ---- | ---- | ---- | ---- | ---- |
| 1062 | ↘1051 | ↘922 | ↘909 | ↗910 | ↘885 | ↘872 |
| 2016 | 2017  |      |      |      |      |      |
| ↘853 | ↘844  |      |      |      |      |      |

- Русские — 24,9%,
- украинцы — 23,9%,
- чуваши — 24,4%,
- татары — 15,2%,
- башкиры — 8,5%.

## Состав сельского поселения
| № | Населённый пункт | Тип населённого пункта       | Население |
| - | ---------------- | ---------------------------- | --------- |
| 1 | Степановка       | село, административный центр | ↘381      |
| 2 | Марьяновка       | деревня                      | ↘227      |
| 3 | Александровка    | деревня                      | ↘179      |
| 4 | Добровольное     | деревня                      | ↘64       |
| 5 | Назмутдиново     | деревня                      | ↘54       |
| 6 | Терешковка       | деревня                      | ↘17       |